# 栃木県道182号東小屋黒羽線

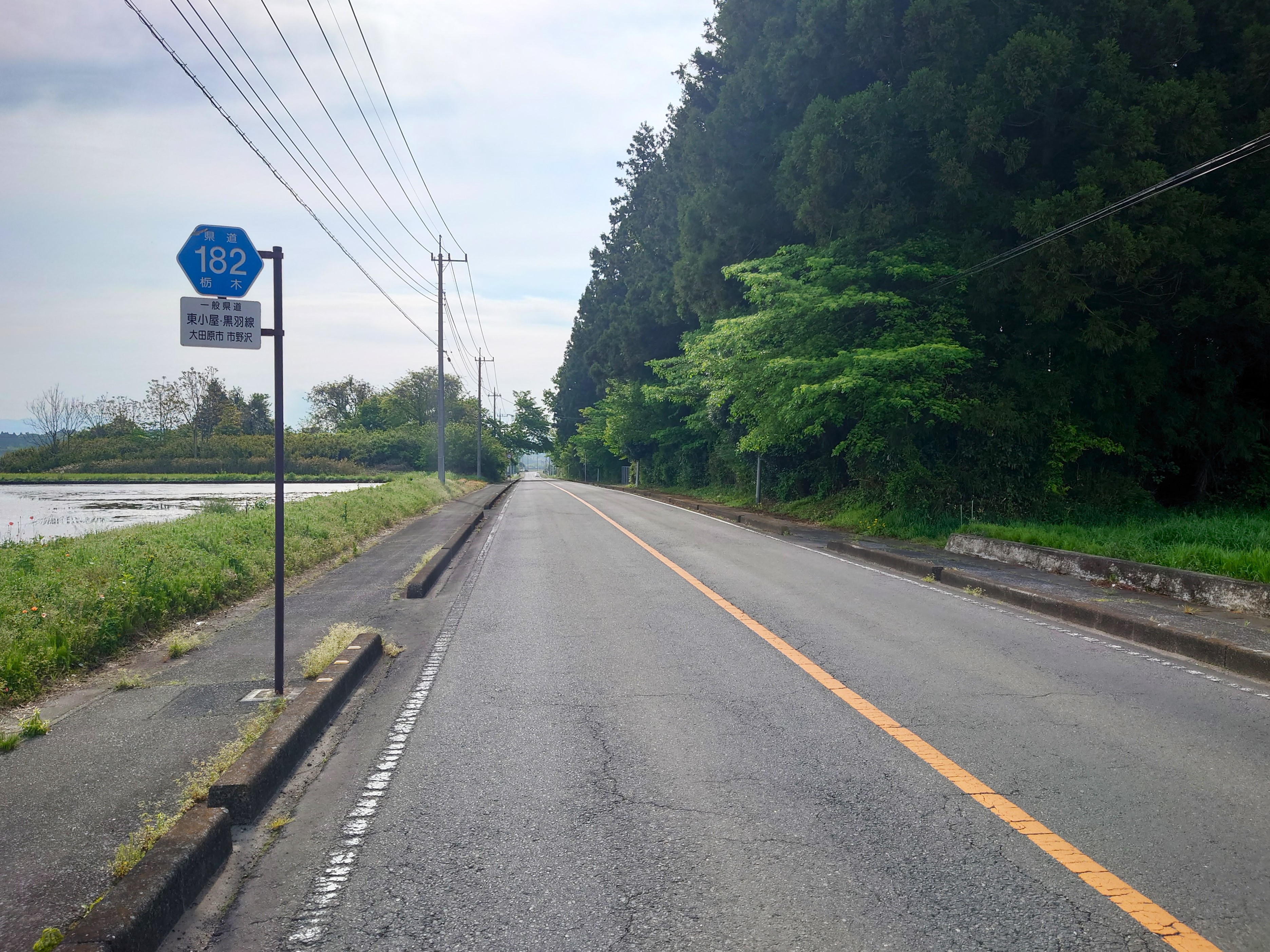
大田原市市野沢にて

栃木県道182号東小屋黒羽線（とちぎけんどう182ごう ひがしこやくろばねせん）は、栃木県那須塩原市と大田原市を結ぶ一般県道である。

## 概要

### 路線データ
- 総延長：11.796km[1]
- 実延長：11.771km[1]
- 起点：栃木県那須塩原市東小屋（東小屋交差点 = 国道4号交点）
- 終点：栃木県大田原市黒羽向町（黒羽向町交差点 = 国道294号交点）
- 認定：1961年（昭和36年）4月1日

## 歴史

### 年表
- 1961年（昭和36年）4月1日 - 一般県道として認定。

## 路線状況

### 交通量
24時間自動車類交通量（台/日）
- 3,400（推定値）

## 地理

### 通過する自治体
- 栃木県
  - 那須塩原市 - 大田原市

### 交差する道路
| 交差する道路                           | 交差する道路                           | 交差点名   | 交差点名 |
| -------------------------------------- | -------------------------------------- | ---------- | -------- |
| 国道4号（奥州街道）                    | 国道4号（奥州街道）                    | 那須塩原市 | 東小屋   |
| 栃木県道72号大田原芦野線（旧陸羽街道） | 栃木県道72号大田原芦野線（旧陸羽街道） | 大田原市   | 練貫     |
| 栃木県道342号中田原寒井線              | 栃木県道342号中田原寒井線              | 大田原市   | 乙連沢   |
| 国道294号                              | 国道294号                              | 大田原市   | 黒羽向町 |